# Eric Bledsoe
Eric Bledsoe (ur. 9 grudnia 1989 w Birmingham, w stanie Alabama) – amerykański koszykarz, występujący na pozycji rozgrywającego, od 2022 Szanghaj Sharks.
Absolwent uniwersytetu Kentucky, na którym grał m.in. z Johnem Wallem czy DeMarcusem Cousinsem. Do NBA trafił w 2010, gdy Oklahoma City Thunder wybrali go z numerem 18 do draftu 2010, jednak od razu został oddany do Los Angeles Clippers. Uczestnik meczu debiutantów z drugoroczniakami, podczas tygodnia gwiazd NBA 2011.
7 listopada 2017 trafił do Milwaukee Bucks w zamian za Grega Monroe i chroniony wybór I i II rundy draftu.
4 marca 2019 przedłużył umowę z Bucks o kolejne cztery lata za kwotę 70 milionów dolarów.
24 listopada 2020 został wytransferowany do New Orleans Pelicans. 7 sierpnia 2021 trafił w wyniku wymiany do Memphis Grizzlies. 16 sierpnia 2021 został po raz kolejny w karierze zawodnikiem Los Angeles Clippers.
4 lutego 2022 trafił w wyniku wymiany do Portland Trail Blazers. 19 listopada 2022 dołączył do chińskiego Szanghaj Sharks.

## Osiągnięcia
Stan na 25 października 2023, na podstawie, o ile nie zaznaczono inaczej.
NCAA
- Uczestnik rozgrywek Elite Eight turnieju NCAA (2010)
- Mistrz:
  - turnieju konferencji Southeastern (SEC – 2010)
  - sezonu regularnego SEC (2010)
- Zaliczony do I składu:
  - turnieju SEC (2010)
  - debiutantów SEC (2010)

NBA
- Zaliczony do:
  - I składu defensywnego NBA (2019)[12]
  - II składu :
    - debiutantów NBA (2011)[13]
    - defensywnego NBA (2020)[14]
- Uczestnik:
  - Rising Stars Challenge (2011)
  - konkursu wsadów (2013)